# Miquel Consegal i Oliveras
Miquel Consegal i Oliveras (Barcelona, 7 d'octubre de 1943 - Barcelona, 14 d'agost de 2003) fou un atleta català especialitzat en salt amb perxa i posteriorment entrenador.
Pel que fa a clubs, fou membre de La Salle Josepets, del FC Barcelona durant la dècada de 1960 i del CN Barcelona i Centre Gimnàstic Barcelonès durant els anys 1970. La seva especialitat era el salt amb perxa, en la qual fou nou cops campió de Catalunya entre els anys 1963 i 1974. També guanyà dos campionats de salt d'alçada els anys 1963 i 1964. Fou cinc cops campió d'Espanya, quatre en perxa i una en decatló. Va batre els rècords d'Espanya i Catalunya a l'aire lliure i en pista coberta. Els seus pares Miquel Consegal i Boix i Lluïsa Oliveras i Andreu també van ser destacats atletes, així com els seus germans Maria Lluïsa i Xavier.

## Palmarès
Campió de Catalunya
- salt amb perxa: 1963, 1964, 1966, 1967, 1968, 1971, 1972, 1973, 1974
- salt d'alçada: 1963, 1964

Campió d'Espanya
- salt amb perxa: 1962, 1963, 1964, 1970
- decatló: 1969